# Corrachadh Mòr

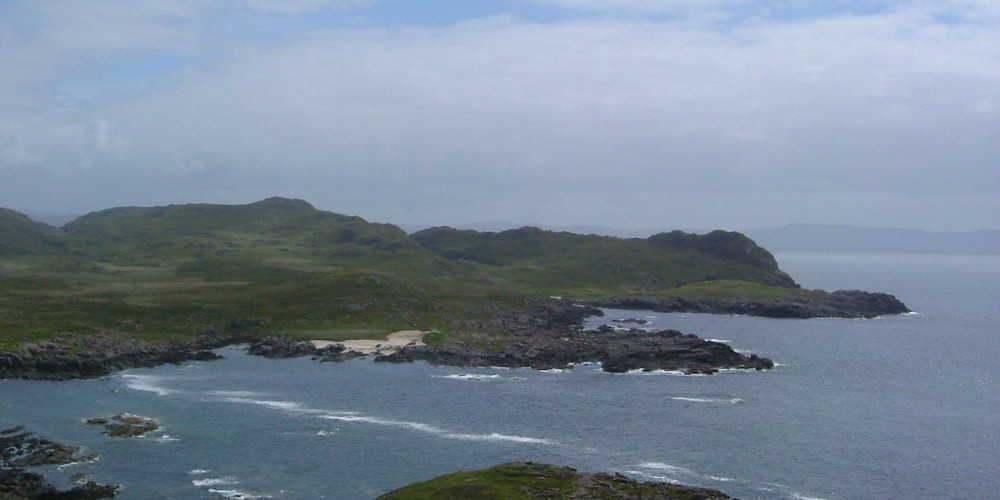
Blick auf Corrachadh Mòr (rechts) vom Ardnamurchan-Leuchtturm aus, im Hintergrund die Insel Mull.

Corrachadh Mòr ist ein kleiner Hügel am Ende einer Landzunge auf der Halbinsel Ardnamurchan, Schottland. Er liegt etwas südlich des Point of Ardnamurchan und ist bekannt als der westlichste Punkt Großbritanniens. Dort trifft die südliche Küstenlinie der Halbinsel, die sich am Loch Sunart und dem Sound of Mull entlang zieht, auf die nördliche Küstenlinie, die parallel zu den Inseln Skye, Muck, Eigg und Rùm verläuft.
Je nachdem, welche Koordinaten benutzt werden, liegt Corrachadh Mòr 30,78 Meter oder 42,81 Meter weiter westlich als der Point of Ardnamurchan. Dieser wird gelegentlich inkorrekterweise als westlichster Punkt des britischen Festlandes angesehen.
Der Name Corrachadh Mòr kommt aus dem Schottisch-Gälischen. Corrachadh ist eine andere Schreibweise für das Wort comharrachadh (englisch: Marking, distinguishing). Mòr bedeutet groß; eine sinngemäße deutsche Übersetzung lautet: großes Kennzeichen.